# Geïntegreerde proef
De geïntegreerde proef (GIP of gip) maakt in het Vlaamse tso, kso en bso deel uit van het examenprogramma van het laatste jaar. De leerlingen moeten dan een werkstuk afleveren waarin de verschillende vakken aan bod komen. De proef wordt in zijn geheel beoordeeld, ook al dragen verschillende vakken bij tot het eindtotaal. Vroeger werd dit kwalificatieproef genoemd. Eigenlijk moet de leerling hiermee bewijzen dat hij zelfstandig een opdracht in zijn vakgebied kan afleveren. De geïntegreerde proef wordt dan ook beoordeeld door een gemengde jury die deels bestaat uit leerkrachten, deels uit mensen uit de praktijk van het vakgebied. Enkele voorbeelden:
- In de studierichting elektromechanica maakt de leerling een tennisballenkanon. Behalve de toepassingen van theoretische mechanica (constructie, veerkracht ...) en elektriciteit (aandrijving, spanningsbeveiliging) moet het toestel ook nog geconstrueerd (praktijkvak) worden. Daarnaast zijn in het vak computergestuurd technisch tekenen de nodige werktekeningen gemaakt. Voor het vak Nederlands schrijft de leerling nog een handleiding, en in het vak geschiedenis komt de evolutie van het tennis aan bod. Bij bedrijfseconomie wordt de prijs berekend en in de les wiskunde heeft hij een kansberekening gemaakt hoe vaak de tennisbal in het opslagvak zal terechtkomen.
- In de studierichting hotel gaat het vaak om het bereiden van een menu, met inbegrip van gebruikte termen (Nederlands, Frans, Engels, Duits), calorie- en voedingswaardenberekening, wijnkennis, herkomst van het gerecht (geschiedenis), kostprijsberekening (economie), kwaliteitscontrole ...
- In de studierichting houtbewerking gaat het om het maken van een zelfontworpen constructie bv.: tuinmeubelen, kasten, deuren, ramen, poorten, veranda's ... De leerling is vrij in het maken van deze keuze. De leerling moet over het eindwerk een dossier maken waarin alle technische details worden ingestoken bv.: uitleg over de gebruikte houtsoort, gebruikte machines, machinale bewerkingen, toegepaste constructies, werkvolgorde, tekeningen, kostprijs berekening,...
- In de studierichting audiovisuele vormgeving maakt de leerling een audiovisueel werkstuk. Vaak is dit een korte fictiefilm of een documentaire. Voorafgaand aan het praktijkwerk, is het noodzakelijk een theoretische scriptie te schrijven. Hiermee bewijst de leerling dat hij/zij een filmisch werk kan analyseren en kritisch kan beoordelen. De inspiratie die de leerling opdoet tijdens dit onderzoek, neemt hij/zij mee in zijn eigen praktisch werk.

Hieruit blijkt dat de leerlingen een groot gedeelte van het jaar met zelfstandig werk en voorbereiding van hun gip bezig zijn. De presentatie (mondeling en schriftelijk) van het werkstuk voor de jury, wordt uiteraard ook beoordeeld als communicatievaardigheid.